# Balaruc-les-Bains
Balaruc-les-Bains là một xã thuộc tỉnh Hérault trong vùng Occitanie in the region of Occitanie ở phía nam nước Pháp. Xã này nằm ở khu vực có độ cao trung bình 3 mét trên mực nước biển. Dân số thời điểm năm 1999 là 6180 người.